# Neomorphaster forcipatus
Neomorphaster forcipatus is een zeester uit de familie Stichasteridae.
De wetenschappelijke naam van de soort werd in 1894 gepubliceerd door Addison Emery Verrill.